# Tercera Avenida (línea Canarsie)
La Tercera Avenida es una estación de la línea Canarsie del Metro de la Ciudad de Nueva York. La estación es casi idéntica a la de la Primera Avenida, la única diferencia es que la estación de la Tercera Avenida no tiene entrepisos mientras que la Primera Avenida si lo tiene. La estación tiene una plataforma lateral y no tiene ninguna conexión o transferencia hacia las otras líneas.

## Conexiones de autobuses
- M101
- M102
- M103